# Rotunda (arquitetura)

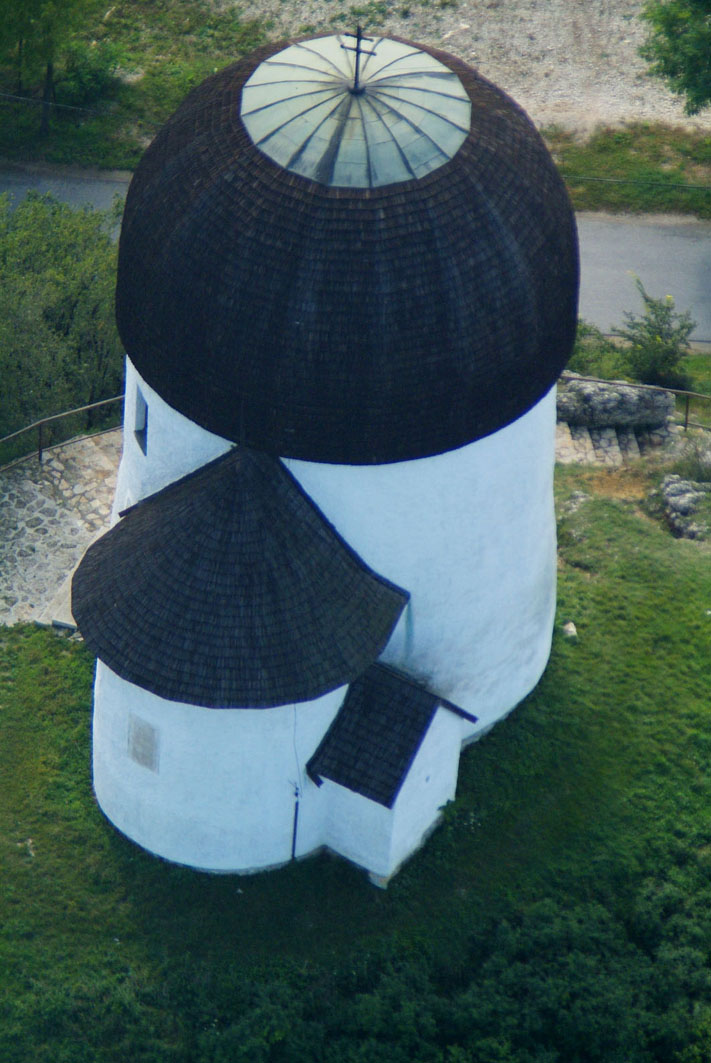
Construção em rotunda típica, Öskü, Hungria.

Rotunda (derivado do termo em latim: rotundus) em arquitetura designa toda construção circular que é encimada por uma cúpula, ou parte dela que tenha este formato e cobertura.
A partir do século XVIII as rotundas proporcionaram a criação da pintura panorâmica, onde o espectador vivia uma imersão total no ambiente retratado.
No Brasil, a primeira pintura panorâmica, O Panorama Circular do Rio de Janeiro, foi exibida num edifício chamado justamente de Rotunda, na Praça XV da então capital do país (Rio de Janeiro) em 1891 pelo pintor Victor Meireles.